# Benedicto Fonseca Moreira
Benedicto Fonseca Moreira (Resende, 27 de abril de 1930 – Rio de Janeiro, 5 de agosto de 2021) foi um economista brasileiro.

## Biografia
Estudou no Colégio Lafayette, no Centro de Preparação de Oficiais da Reserva (CPOR), tornando-se segundo-tenente da reserva em 1949, e na Faculdade Nacional de Ciências Econômicas da Universidade do Brasil.
Foi assessor da Secretaria de Agricultura do Rio de Janeiro, Comissão Nacional de Fiscalização e Preços (Cofap) e assistente administrativo da divisão de orçamento da União, do Departamento  Administrativo do Serviço Público (DASP).
Em 1954, ingressou no Ministério das Relações Exteriores, onde permaneceu até 1963. Nesse período, lecionou política financeira na Faculdade Nacional de Ciências Econômicas.
Na década de 1960, foi secretário do comércio e secretário-geral da Comissão de Comércio Exterior, do Ministério da Indústria e do Comércio, membro das comissões de Financiamento da Produção, de Seguro de Crédito à Exportação e do Instituto de Açúcar e do Álcool e conselheiro fiscal da Companhia Siderúrgica Nacional (CSN).
Em 1967, tornou-se diretor da Fábrica Nacional de Motores (FNM).
Ocupou o cargo de diretor da Carteira de Comércio Exterior (Cacex) e do Conselho Diretor do Banco do Brasil, foi membro do Conselho Nacional do Comércio Exterior (Concex), foi secretário-geral e vice-presidente da Comissão Executiva do Plano da Lavoura Cacaueira (Ceplac).
Entre 1979 e 1983 foi membro do Conselho Monetário Nacional e, entre 1980 e 1981, presidente da Fundação José Bonifácio, da UFRJ.
Em maio de 1992, iniciou o mandato no cargo de presidência da Petróleo Brasileiro S.A. (Petrobras). Em novembro de 1992, deixou a Petrobras.
Foi presidência do Instituto de Estudos para o Desenvolvimento Industrial (IEDI), entre 1993 e 1994.
A 11 de Abril de 1972 foi feito Grande-Oficial da Ordem do Infante D. Henrique de Portugal.